# Алгабас (Ерейментауский район)
Алгаба́с (каз. Алғабас) — село в Ерейментауском районе Акмолинской области Казахстана. Входит в состав сельского округа имени Олжабай батыра. Код КАТО — 114637200.

## География
Село расположено в южной части района, на расстоянии примерно 29 километров (по прямой) к югу от административного центра района — города Ерейментау, в 27 километрах к востоку от административного центра сельского округа — аула Олжабай батыра.
Абсолютная высота — 553 метров над уровнем моря.
Ближайшие населённые пункты: село Ельтай — на севере.

## Население
В 1989 году население села составляло 349 человек (из них казахи — 100 %).
В 1999 году население села составляло 241 человек (130 мужчин и 111 женщин). По данным переписи 2009 года, в селе проживало 98 человек (55 мужчин и 43 женщины).
| Численность населения | Численность населения | Численность населения |
| 1989                  | 1999                  | 2009                  |
| --------------------- | --------------------- | --------------------- |
| 349                   | ↘241                  | ↘98                   |

## Улицы[5]
- ул. им. Шайкена Турсынбаева